# Ребольєдо-де-ла-Торре
Ребольєдо-де-ла-Торре (ісп. Rebolledo de la Torre) — муніципалітет в Іспанії, у складі автономної спільноти Кастилія-і-Леон, у провінції Бургос. Населення — 142 особи (2010).
Муніципалітет розташований на відстані близько 260 км на північ від Мадрида, 55 км на північний захід від Бургоса.
На території муніципалітету розташовані такі населені пункти: (дані про населення за 2010 рік)
- Альбакастро: 4 особи
- Кастресіас: 27 осіб
- Ла-Ребольєда: 12 осіб
- Ребольєдо-де-ла-Торре: 52 особи
- Вальтьєрра-де-Альбакастро: 15 осіб
- Вільєла: 32 особи

## Демографія
Динаміка населення (INE ):

## Галерея зображень

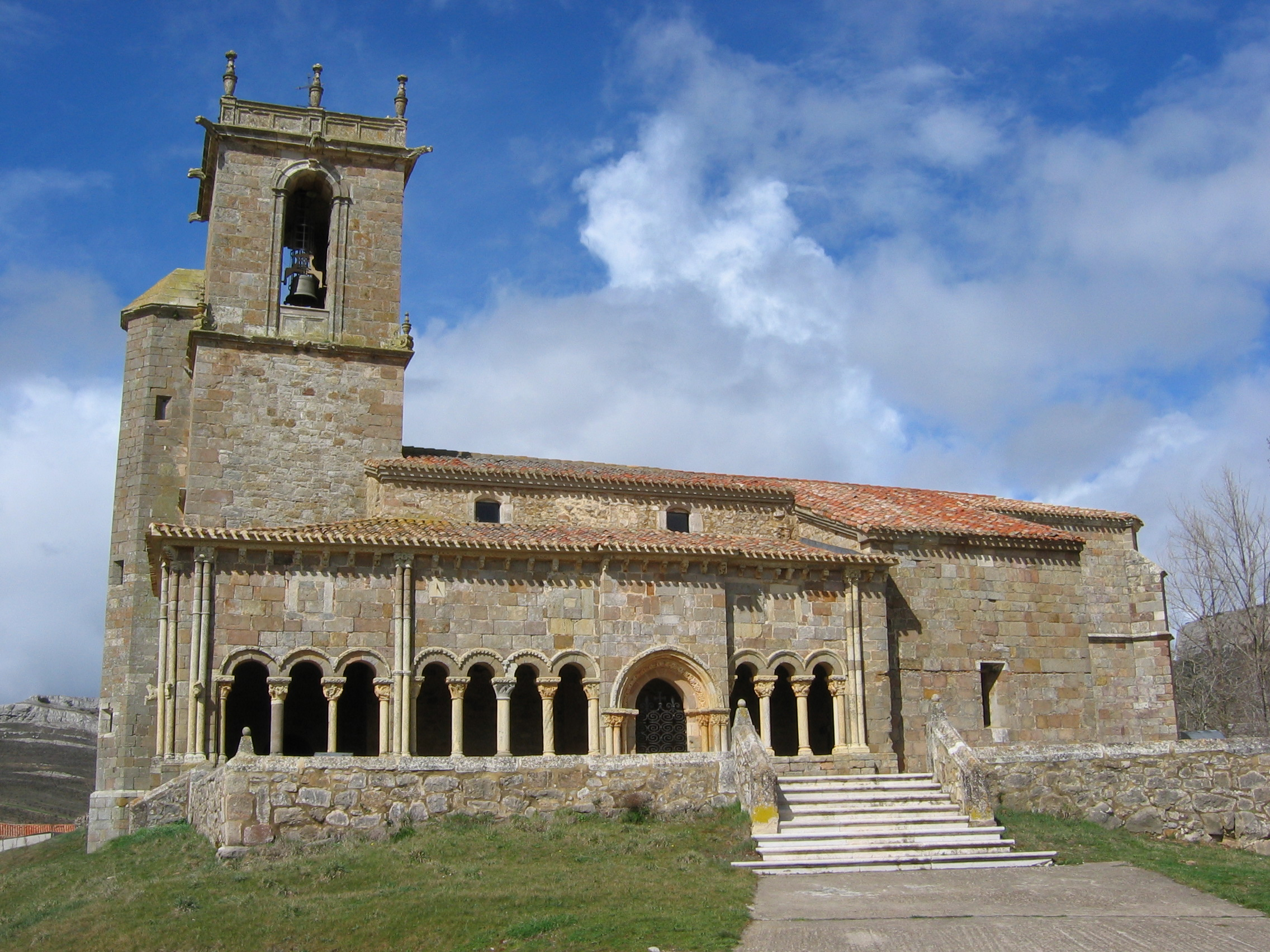
Церква у Ребольєдо-де-ла-Торре